# Bonobos (film)
Pour les articles homonymes, voir Bonobo.
Pour plus de détails, voir Fiche technique et Distribution.
Bonobos est un  documentaire français réalisé par Alain Tixier, sorti en 2011.

## Synopsis
Béni, un bonobo, est né dans la forêt équatoriale de la République démocratique du Congo. Capturé par des braconniers, il se retrouve dans une cage posée sur le comptoir d'un bar à Kinshasa, où on le maltraite. Il est finalement recueilli par Claudine André, fondatrice et propriétaire du refuge pour bonobos Lola ya Bonobo,,.

## Fiche technique
- Titre : Bonobos
- Réalisation : Alain Tixier
- Scénario : Alain Tixier, Philippe Calderon et Guillaume Vincent
- Musique : Jean-Baptiste Sabiani
- Post Production :
  - Monteuse : Laurence Buchmann
  - Superviseur Sonore : Bruno Seznec
  - Mixeur : Fabien Devillers
  - Chef Monteur Son : Michael Cailly
- Production : MC4 Production
- Pays :  France
- Langue : français
- Genre : documentaire
- Durée : 90 minutes (1 h 30)
- Date de sortie : 2011

## Participants
- Claudine André : elle-même[1]
- Fanny Mehl : elle-même
- Sandrine Bonnaire : voix de Claudine André[1]
- Emmanuel Curtil : voix de Béni[1]

## Accueil
Le film est un docu drama, un documentaire dans lequel une fiction a été intégrée. La partie documentaire animalier a généralement intéressé. La partie fiction a été quelquefois moins bien accueillie, Thomas Sotinel dans le journal Le Monde parlant de guimauve et commentant : « Dans le livret remis à la presse, il est expliqué que son travail pour sauver les jeunes singes captifs s'accompagne d'une action en direction des enfants de la rue de Kinshasa. On est face à un cas exceptionnel : le dossier de presse est plus intéressant que le film ».